# Guido de Baysio
Guido de Baysio (c. 1350 - Avinhão, 10 de agosto de 1313) foi um advogado e canonista italiano. Nasceu provavelmente em Reggio Emilia onde também estudou direito. Tornou-se doutor e professor da lei canônica. Em 1296 foi apontado pelo papa Bonifácio VIII como bispo de Bologna e chanceler da Universidade de Bologna onde ensinou a lei canônica de forma particular e posteriormente se tornou professor, posição que ocupou por três anos. Durante sua estada em Avinhão, Baysio produziu várias produções literárias como comentários no Liber Sextus e Tractatus super haeresi et aliis criminibus in causa Templariorum et D. Bonifacii. A segunda parte de seu trabalho consiste na defesa de Bonifácio VIII. Seu principal trabalho, o Rosarium, teve muitas edições.